# 민들레 영토
민들레 영토는 1994년 지승룡 목사에 의해 창립된 찻집형태의 대중 문화공간이다.